# Skytsenglen
Skytsenglen er en svensk dramafilm fra 1990 instrueret af Suzanne Osten. Filmen er baseret på en roman af Ricarda Huch og har Philip Zandén i hovedrollen.

## Handling
En ung student bliver ansat som bodyguard for en minister, men han konspirerer samtidig med en gruppe der vil ministeren til livs. Efterhånden som studenten bliver fortrolig med ministeren og dennes familie, bliver hans dobbeltrolle svær at opretholde.

## Medvirkende (i udvalg)
- Philip Zandén som Jacob
- Etienne Glaser som Joel Birkman
- Malin Ek som Livia Birkman
- Björn Kjellman som Welja
- Gunilla Röör som Katja
- Reuben Sallmander som Konstantin